# Ignacy Domeyko
Ignacy Domeyko, född 31 juli 1802 i Nesvizj i guvernementet Minsk i Kejsardömet Ryssland (nu Belarus), död 23 januari 1889 i Santiago de Chile, var en polsk geolog och professor.
Han studerade vid det då ryska kejserliga Vilnius universitet. 1831 måste han gå i exil då han som officerare deltog i det polska misslyckade Novemberupproret vid slaget i Šiauliai mot det ockuperande Ryssland. Han bodde i Dresden tillsammans med Adam Mickiewicz, innan han tog sig till Paris, där han tog bergsexamen och erbjöds en tjänst som professor i La Serena inom geologi och minerologi 1838. Efter fullgjord tjänst i väntan på båtresa till Europa i Valparaiso erbjöds han en professortjänst för la Universidad de Chile i Santiago. Han författade på litauiska, polska, spanska och franska många skrifter rörande Sydamerikas geologiska och fysiska förhållanden, men även de sociala förhållanden för urinnevånarna däribland Araucania i sus habitantes (1845), Elementos de mineralojia (1860 och 1867) och Mémoire sur la constitution géologique de Chili (1846). Hans polska ungdomsbiografi Filareci i Filomaci (1872) innehåller värdefulla tidsskildringar från studentlivet i Vilnius och Mickiewicz ungdom.
Asteroiden 2784 Domeyko är uppkallad efter honom.
Cordillera Domeyko är en bergskedja i Chile uppkallat efter honom.